# Jan De Bruyne
Jan De Bruyne (Blankenberge, 1939 – Phuket, 9 januari 2014) was een Belgisch journalist.

## Biografie
De Bruyne werd in 1939 in het West-Vlaamse Blankenberge geboren. Hij begon zijn carrière in het onderwijs, maar ging in 1971 als journalist bij de BRT werken, eerst op de nieuwsdienst in Brussel, en later bij Radio 2 West-Vlaanderen, waar hij tot 1998 hoofdredacteur was.
De Bruyne overleed op 74-jarige leeftijd tijdens een reis in Thailand.